# Eva García Fabre
Eva Irene de los Ángeles García Fabre (Guayaquil, 2 de agosto de 1953) es una empresaria y política ecuatoriana.

## Biografía
Se tituló como economista en la Universidad de Guayaquil, y realizó un masterado en Negocios Internacionales y Comercio Exterior. También fue directora de Estudios Económicos y Comercio Exterior de la Cámara de Comercio de Guayaquil entre los años 1990 y 2004.
En el 2002, conformó el binomio presidencial de la Izquierda Democrática, junto con Rodrigo Borja.
En el 2017, Lenín Moreno la designa Ministra de Industrias y Productividad de Ecuador. Tras la ejecución de la sentencia de prisión preventiva para el entonces vicepresidente Jorge Glas, Moreno delegó a ella la presidencia del Consejo Sectorial de la Producción, que tiene a cargo la regulación de las políticas públicas de producción e industria a nivel nacional.
El 23 de agosto de 2018 renunció al cargo de ministra. En septiembre del mismo año fue nombrada gerenta del Banco del Instituto Ecuatoriano de Seguridad Social, pero dejó el cargo cuatro meses tarde.
El 8 de marzo de 2019 fue designada embajadora de Ecuador en Perú, cargo que ocupó hasta poco antes de finalizar el gobierno de Lenín Moreno.